# Husklotspindel
Husklotspindel (Achaearanea simulans) är en spindelart som först beskrevs av Tord Tamerlan Teodor Thorell 1875.  I den svenska databasen Dyntaxa används istället namnet Parasteatoda simulans. Enligt Catalogue of Life ingår husklotspindel i släktet Achaearanea och familjen klotspindlar, men enligt Dyntaxa är tillhörigheten istället släktet Parasteatoda och familjen klotspindlar. Arten är reproducerande i Sverige. Inga underarter finns listade i Catalogue of Life.